# Orgue de la Philharmonie de Paris
Instrument réalisé par la manufacture d'orgues autrichiennne Rieger Orgelbau pour la Philharmonie de Paris en 2016. Il comporte 91 jeux, 4 claviers de 61 notes et un pédalier de 32 notes. Le plus grand tuyau correspond au fa grave de la contrebasse [source ?], il mesure 7,23 mètres et pèse plus de 350 kg. Le plus petit, 7,5 millimètres et quelques dizaines de grammes, donne le fa aigu du piccolo. Ses dimensions symphoniques sont dérivées des grandes orgues françaises du XIXe siècle, principalement d'Aristide Cavaillé-Coll. Un accord a été convenu d'avance avec la manufacture autrichienne pour que l'harmonie soit entièrement réalisée par le facteur d'orgue français Michel Garnier, membre de l'équipe de Rieger depuis 2000.
L'instrument a le même objectif que la Philharmonie de Paris :« attirer de nouveaux publics des quartiers marginalisés de la métropole, utiliser la musique et les arts pour promouvoir l'appréciation des diverses cultures et intégrer des éléments disparates de la société autour d'exécutions de haute qualité de toutes les catégories de musique du monde ».
Ce lieu unique inauguré en janvier 2015, qui peut accueillir les plus grandes œuvres pour chorale, orgue et orchestreimaginé par Jean Nouvel s'adapte à toutes les formes musicales. Du classique au moderne, du traditionnel au jazz, la Grande Salle - Philharmonie 1 (2 400 places) est aujourd'hui comparée à l'Elbe Philharmonie du point de vue architectural. Les grands orgues contemporains doivent pouvoir jouer de la musique symphonique, des œuvres originales et des transcriptions. En France, il s'agit de la troisième salle de concert à avoir un orgue symphonique après Lyon (Auditorium Maurice-Ravel) et Strasbourg (Palais des fêtes).
Située dans le Parc de la Villette, XIXe arrondissement de Paris, non loin du Conservatoire national supérieur de musique et de danse (inauguré en 1993) et du Musée de la musique (inauguré en 1997), aucun orgue n'était prévu dans le projet initial. Sous l'impulsion d'Olivier Latry, Philippe Lefebvre et Thierry Escaich, l'architecte ajoute un orgue mais « qui ne brise pas la fluidité de son architecture en courbe. Il doit être caché derrière une série de jalousies, s'ouvrant uniquement sur commande de l'organiste ».

## Histoire
Depuis les années 1970, Pierre Boulez dans une optique de promouvoir la musique souhaitait faire construire une Cité de la musique. Le Président de la République, Valéry Giscard D'Estaing annonce en 1979 un nouveau projet urbanistique à la Villette. Alors ministre de la culture, Jack Lang propose à François Mitterrand une « Cité internationale de la musique » dans le parc parisien. En janvier 1984, les travaux débutent avec une salle de concert de 1 000 places, de nouveaux locaux pour le musée de la musique, de multiples actions pédagogiques... L'architecte Christian de Portzamparc est choisi. Un seul espace voit le jour en 1995 celui consacré à l'enseignement : Conservatoire de Paris et musée de la musique (ouvert en 1997). La grande salle de concert n'est toujours pas construite.
En 2001, Laurent Bayle, proche de Boulez chiffre le projet à 111 millions d'euros. Il s'inscrit dans la campagne présidentielle de 2003 bousculé par le besoin de trouver un nouveau lieu à l'Orchestre de Paris. En effet, en résidence à la Salle Pleyel depuis 1981, le lieu entre en rénovation. En octobre 2005, Dominique de Villepin propose à nouveau ce projet, lancé officiellement en mars 2006, à l'occasion de la réouverture de la Salle Pleyel. Le concours d'architecture débute en novembre. Pour un coût estimé à 170 millions d'euros, les maquettes affluent. 6 sont conservées (dont 3 françaises). Les travaux préparatoires débutent en juillet 2009. Avril 2010, le consortium dirigé par Bouygues pose la question du financement (sur le mode de financement de la part de l'État) au sein de l'administration. Le chantier s'arrête à nouveau. L'orchestre de Paris avait fait un emprunt de 243,7 millions d'euros en juillet 2009. Prêt garanti par l'État et la ville de Paris, conformément à leurs engagements respectifs (45% par l'État, 45% par la ville de Paris et 10% par la région).
Février 2011, après un nouveau contrat de 219 millions d'euros signé avec Bouygues les travaux reprennent. Ouverture prévue en mars 2014. Mais un rapport de la commission des finances du Sénat de 2012 s'inquiète du dérapage des coûts. Il estime le coût total à 386,5 millions d'euros. Le 3 septembre 2014, la mairie de Paris annonce son refus de régler les surcoûts, dérapage comblé par le ministère de la Culture à hauteur de 45 millions d'euros. Renommé Philharmonie de Paris pour l'inauguration en janvier 2015, 36 années se sont écoulées depuis la première annonce officielle du projet.

## L'instrument en détails
Inauguré en février 2016 lors d'un concert donné par Bernard Foccroulle, Olivier Latry, Philippe Lefebvre et Wayne Marshall, l'instrument comporte :
- 4 claviers manuels et pédalier (7 divisions)
- 91 jeux / 100 rangs / 6 055 tuyaux
- Traction mécanique et électrique des claviers et des jeux[5]

### Grand Orgue
- Montre 16'
- Violon 16'
- Montre 8'
- Viole de gambe 8'
- Flûte harmonique 8'
- Gemshorn 8'
- Prestant 4'
- Salicional 4'
- Quinte 2 2/3'

- Doublette 2'
- Grande Fourniture 2' V-VI
- Cymbale 1' IV-V
- Cornet 8' V
- Bombarde 16'
- Trompette 8'
- Clairon 4'

### Positif
- Bourdon 16'
- Principal 8'
- Salicional 8'
- Flûte harmonique 8'
- Bourdon 8'
- Unda maris 8'
- Prestant 4'
- Flûte 4'
- Nazard 2 2/3'
- Doublette 2'
- Tierce 1 3/5'
- Larigot 1 1/3'
- Septième 1 1/7'
- Piccolo 1'
- Plein Jeu 1 1/3 IV
- Basson 16'
- Trompette 8'
- Cromorne 8'
- Tremblant

### Récit
- Quitaton 16'
- Diapason 8'
- Viole de gambe 8'
- Flûte harmonique 8'
- Bourdon 8'
- Voix céleste 8'
- Eoline 8'
- Viole 4'
- Flûte octaviante 4'
- Nazard harmonique 2/3'
- Octavin 2'
- Tierce harmonique 1 3/5'
- Fourniture 1' V
- Bombarde 16'
- Trompette 8'
- Basson Hautbois 8'
- Voix humaine 8'
- Clairon 8'
- Trémolo

### Solo
- Principal 8'
- Flûte harmonique 8'
- Gambe 8'
- Voix céleste 8'
- Principal 4'
- Flûte 4'
- Plein Jeu 2' IV
- Cor anglais 8'
- Tuba 8'

### Pédale
- Contrebasse (ext) 32'
- Soubasse (ext) 32'
- Contrebasse (ext) 16'
- Violonbasse 16'
- Montre (GO) 16'
- Violon (GO) 16'
- Bourdon (RES) 16'
- Quinte (RES) 10 2/3'
- Principal 8'
- Flûte (RES) 8'
- Bourdon (RES) 8'
- Tierce (RES) 6 2/5'
- Flûte 4'
- Contrebombarde (ext) 32'
- Bombarde (RES) 16'
- Trombone 16'
- Clarinette (RES) 16'
- Trompette (RES) 8'
- Clairon 4'

## Enregistrements
- Olivier Latry, Voyage, (2016) consacré à de multiples transcriptions pour orgue seul. Label Erato - Warner Classics. 11 titres dont certains ont été interprétés pour l'inauguration les 6 et 7 février 2016[2]. Durée 78 min 31 s (OCLC 1030146072).